# エディ・タウンゼント
エディ・タウンゼント（Eddie Townsend）ことエドワード・タウンゼント（Edward Townsend, 1914年10月4日 - 1988年2月1日）は、アメリカ合衆国ハワイ州ホノルル出身のボクシングトレーナー。
妻は「お笑いタッグマッチ｣で売れっ子になった落語家の三遊亭小圓馬の妹。
ガッツ石松、井岡弘樹ら6人の世界チャンピオンを育て上げた「名トレーナー」「名伯楽」として知られる。

## 来歴
弁護士であるアイルランド系アメリカ人の父と、山口県出身の日本人の母との間に、ハワイで生まれる。しかし、3歳の頃に母は病死してしまう。11歳からボクシングを始め、12勝無敗のハードパンチャーとして活躍。1932年にハワイのアマチュア・フェザー級チャンピオンになったが、大日本帝国海軍による真珠湾攻撃の前日に初めて敗北を喫した。戦争開始にともないジムが閉鎖されたこともあり、現役を引退し指導者に転身する。
1962年、ハワイ巡業で知り合った力道山に招請されて来日。「日本からヘビー級のボクサーをつくる」ため、力道山が創設したリキジムでトレーナーを務めるが、翌1963年に力道山が暴漢に刺されて急死してしまう。その後は田辺ジム・船橋ジム・米倉ジム・金子ジムなど各ジムから招聘を受け、選手の育成指導を行う。
ある時、ハワイ時代から旧知の仲だった日系三世のポール・タケシ・藤井（リングネーム：藤猛）が偶然訪れ、トレーナーとして1967年に世界チャンピオンへと導いたことで注目される存在となる。以降、6人の世界チャンピオンと赤井英和、カシアス内藤らの名ボクサーを育てる。また、その実績のみならず人間性や指導方法も高く評価され、「名トレーナー」として日本のボクシング関係者、ボクシングファンから尊敬される様になった。旧来の日本流の指導を改め、来日の折に当時日本のボクシングジムでは当たり前だった指導用の竹刀をジム内で見つけた時、「アレ捨ててよ。アレあったら僕教えないよ！　牛や馬みたいに叩かなくてもいいの！　言いたいこと言えば分かるんだよ！？」と発言。「ハートのラブ」で選手を育成した。
彼の最後の弟子の一人である井岡弘樹は、14歳の時から一から育て上げた。エディは井岡のことを「ボーイ」（Boy）と呼び、ジムの2階で寝食を共にして、実の息子のように可愛がった。1987年10月18日に行われたWBC世界ミニマム級王座決定戦で、井岡を世界チャンピオンへと導く。しかしこの頃から、エディは直腸がんに蝕まれており、車椅子で生活しながら指導するようになる。
1988年1月31日、大阪城ホールで行われた井岡弘樹が世界同級1位の李敬淵（大韓民国）を迎えた初防衛戦では、どうしても井岡の試合を見守りたいと切望し、入院中の田中外科（現・渡辺外科病院）から担架で試合会場入りしたが、試合開始直前に意識不明の危篤状態に陥り田中外科へ引き返した。井岡が挑戦者の李を12回TKOで退けた知らせを病院で聞くと、右手でVサインを掲げた後に静かに息を引き取った。
彼の死後、その功績を讃えて1990年に国内で最も活躍したプロボクシングのトレーナーに贈られる「エディ・タウンゼント賞」が創設された。彼の指導法は大阪市浪速区（大阪府高槻市に移転）に創設された「エディタウンゼントジム」で引き継がれている。また、その劇的な人生は劇団イングによって『EDDIE』の名で演劇化され、各地の学校で上演されている。
また2004年には、練習によく使い好きな場所でもあった白良浜に井岡らによって記念碑が建てられた。

## エピソード
- 勝てる可能性がないと判断すると、タオルを投入するのは誰よりも早かったと言われている。「ボクシング辞めたアトの人生の方が長いのヨ。誰がそのボクサーの面倒ヲ見てくれるの？無事に家に帰シテあげるのもワタシの仕事ネ」「勝った時には友達おおぜいイッパイ出来るからワタシいなくてもいいの。誰が負けたボクサー励ますの？ワタシ負けたボクサーの味方ネ」と言い、勝ったボクサーの祝賀会には一切参加せず、負けた選手にはずっと付いて励ました。
- しかし上記の例外もあり、海老原博幸がバーナベ・ビラカンポ戦で腕を痛めて一方的に攻め込まれるものの、ラウンド終了ごとにコーナーで海老原がタオル投入を必死に拒み続けた為、試合終了までタオルを投げず見守り続けた。後にエディは「見ていて最も辛い試合だった」と語っている。
- リキジムに初めて来た時、先輩達が竹刀で選手を叩いて指導している光景を見て「リングの上で叩かれて、ジムに帰って来てまた叩かれるのですか？ワタシはハートのラブで選手を育てるネ」と力道山に進言して譲らず、エディの指導方法を認めさせた。
- とある会場でほかのジムの指導者が指導不足を棚に上げて（そのボクサーは懐に入るという技術を指導されていなかった）、試合に負けたボクサーを制裁していたことに見かねて指導者を叩き出すなど、指導では根性論を否定した、厳格ながらもわかりやすく合理的なアメリカ流の指導を徹底した。
- マック・クリハラや協栄山神ボクシングジム会長の山神淳一もエディの下でトレーナー修行した経験がある。
- ガッツ石松が劣勢に追い込まれた時、「この試合判定ならアナタの負けネ。でもケンカならアナタ強い。アナタ負けない。この試合ケンカ、今から行ってブッ飛ばして来るの」とハッパをかけ、逆転KOで勝利をもたらした。
- 柴田国明に対し、リーチが長い相手の懐に入るテクニックを教える際、「シバタ、人の家に入る時は、お辞儀しないと入れてくれないのよ。だから、お辞儀して入れてください、入れてください、とするのよ」と独特の言い回しでウィービング（頭を左右前後に動かす技術）して相手の懐に入る方法を教えた。
- オフコースの1984年のシングル「緑の日々」のミュージック・ビデオに出演している。このビデオは、映画「天国から来たチャンピオン」を下敷きとしており、エディは「人生をやり直すために」この世に戻ってきたボクサーを復活させるトレーナーを演じ、ボクシング指導も行った。
- 資生堂の男性用整髪剤「メンズムース」のTVCM「ボクシング編」に、セコンド役としてとんねるずと共演。演技もさることながら、撮影中も小道具として用意されたバスタオルを「こんな大きいものは使わないよ」と普通のタオルに取り替えさせる等随所に的確なアドバイスを出し、CMと言えども決して手を抜かないボクシングに対する強いプロ意識と熱意を窺わせた。
- 井岡弘樹曰く、「普段はとても優しい人だったが、ボクシングの指導に関しては妥協せず、練習は非常に厳しかった。常に怒鳴られっぱなしだった」と回想している。
- タバコを吸うときは、選手に気を遣ってジムから外に出て離れたところにわざわざ移動して吸っていた。
- 減量中理不尽なことで後輩に怒りをぶちまけたガッツ石松を問い詰めないなど選手の気持ちを最優先した指導者であったが、誘惑が多く禁欲的なボクサーの生活に耐え切れず身持ちを崩した赤井英和が負傷し引退したことをきっかけに井岡に対しては「いい彼女を作りなさい。でもお腹を大きくさせては（妊娠させては）だめよ」と徹底した禁欲主義に基づく指導を行った。
- 2008年放送の『人生が変わる1分間の深イイ話』では、過去に育て上げた弟子たちに「エディに最も愛されたボクサーは誰か?」という質問をしたところ、皆迷うことなく「自分が最も愛されたボクサーだ」と答えたというエピソードが紹介された。

## 名言
- スタンディング・アンド・ファイト（立って、そして闘いなさい）

-ある選手の試合前に言ったそうだが、そこにエディ・タウンゼントのボクシング哲学のエートスが集約されていた。
- 勝った時は会長がリングで抱くの。負けた時は僕が抱くの。
- 試合に負けた時、本当の友達が分かります。
- 100％教えないんですよ。70％。残り30％、選手、自分の頭使わなかったらいいボクサーになれない。
- 試合が近づいたらハッピーになりなさい。
- 僕ね、ボクシング以外何もできないけど1つだけ得意なことあるよ。それはねぇ、しおれた花をしゃんとさせることよ。

## 主な弟子

### 世界チャンピオン
- 藤猛
- 海老原博幸
- 柴田国明
- ガッツ石松
- 友利正
- 井岡弘樹

### 国内有名選手
- 田辺清
- カシアス内藤
- 村田英次郎
- ジャッカル丸山
- 赤井英和
- 徳島尚
- 岡野正治

## 著書・関連書籍
- ジプシー・トレーナー：青コーナーの叙事詩（1981年、スポーツライフ社刊、エディ・タウンゼント著、解説・沢木耕太郎）絶版
- オーケー!ボーイ - エディさんからの伝言（2005年、卓球王国刊、百合子・タウンゼント監修、写真・高橋和幸）ISBN 9784901638104
- 一瞬の夏（1981年、新潮社、沢木耕太郎著） - カシアス内藤を主人公にしたノンフィクションであり、エディも内藤のトレーナーとして実名で登場する。
- 遠いリング （1989年、講談社、後藤正治著 2002年、岩波書店） - ボクサーたちを描いたノンフィクションであり、第一章で井岡弘樹とエディの交流が描かれる。ISBN 9784006030537